# Simetria trencada

La bola (C) està inicialment en un equilibri inestable. Una petita perturbació farà que caigui cap una de les dues concavitats (L o R). L'estat final ja no és simètric.

Simetria trencada és un concepte proposat per Lee i Yang utilitzat en física teòrica quan un objecte trenca una simetria, com ara la simetria rotacional o la simetria translacional. Això succeeix quan un només pot girar en certs angles o quan s'és capaç de discernir si un objecte ha estat mogut lateralment.